# Вторжение Колумбии на территорию Эквадора
Вторжение Колумбии на территорию Эквадора (исп. La invasión de Colombia en el territorio de Ecuador) — военная операция Колумбии на территории Эквадора с целью уничтожения боевиков ФАРК.
Вторжение произошло 1 марта 2008 года. В результате атаки в районе населённого пункта Ангостура были убиты от 17 до 24 человек, в том числе Рауль Рейес. Во время инцидента был захвачен ноутбук Рейса, где, согласно заявлению президента Колумбии Альваро Урибе, имелись сведения о сотрудничества между ФАРК и властями Эквадора, а также о поставках оружия из Белоруссии колумбийским повстанцам при посредничестве Венесуэлы.
Сразу после инцидента Эквадор разорвал дипотношения с Колумбией. В свою очередь Венесуэла, являющаяся союзницей Эквадора, выслала колумбийских дипломатов и отправила 10 батальонов своей армии на границу с Колумбией. Кроме того, Эквадор также стал стягивать войска на границу с Колумбией. 4 марта Венесуэла объявила о закрытии границы с Колумбией. Президент Венесуэлы Уго Чавес, высказывая свою солидарность с Эквадором, осудил убийство Р.Рейса и назвал президента Колумбии Альваро Урибе преступником и «подчинённым Буша». Колумбия со своей стороны обвинила его и эквадорского президента Рафаэля Корреа в поддержке повстанцев. 7 марта на саммите латиноамериканских стран в Доминиканской Республике стороны договорились об урегулировании конфликта мирным путём.

## Реакция в мире
Фидель Кастро: «Империализм совершил ужасное преступление в Эквадоре. Смертоносные бомбы ранним утром были брошены на группу мужчин и женщин, которые, почти все без исключения, в этот момент спали. Это были американские бомбы, управляемые с американских спутников».
 США раскритиковали действия президента Венесуэлы Уго Чавеса и призвали стороны к дипломатическому решению конфликта. Кроме того, в случае вооруженного конфликта американцы заявили о готовности оказать военную поддержку Колумбии.
 Владимир Путин: Президент России Владимир Путин в телефонном разговоре с президентом Венесуэлы Уго Чавесом выразил надежду на то, что конфликт на севере Латинской Америки будет урегулирован политико-дипломатическими методами, сообщает пресс-служба Кремля.
 МИД Бразилии: Кризис в отношениях Колумбии и Эквадора необходимо урегулировать в рамках Организации американских государств (ОАГ)
«Сейчас необходимо усилить ОАГ и наделить соответствующими полномочиями её генерального секретаря Хосе Мигеля Инсулса, который хорошо знает обе эти страны»